# Richal Leitoe
Richal Leitoe (Willemstad (Curaçao), 19 april 1983) is een Curaçaos-Nederlands voetballer die als aanvaller speelt.
Leitoe speelde voor Fortuna Vlaardingen, SVVSMC, SC Feyenoord, Feyenoord en FC Utrecht. Voor die laatste club speelde hij tussen 2003 en 2005 29 keer, waarbij hij drie keer scoorde. Hij vertrok naar FC Den Bosch, waar hij een contract tot de zomer van 2007 tekende. In zijn eerste seizoen speelde hij negentien keer en scoorde hij twee doelpunten. Nadat FC Den Bosch zijn contract niet verlengde, keerde Leitoe terug naar de amateurs.
Met FC Lisse wist Leitoe in 2008 direct landskampioen te worden bij de amateurs. Daarnaast speelde hij interlands voor de Nederlandse Antillen. Toch vertrok Leitoe na een jaar uit Lisse en ging hij spelen voor Rijnsburgse Boys, Excelsior Maassluis en speelde hij in 2014 bij SV Deltasport Vlaardingen. Vervolgens ging hij naar het zaterdagelftal van EDO. Momenteel speelt hij bij de zaterdagamateurs Sparta AV, om vervolgens weer terug te keren bij EDO.
In 2008 was hij eenmaal reserve bij het Nederlands-Antilliaans voetbalelftal.

## Erelijst
FC Utrecht
- KNVB beker

2004